# (7082) La Serena
(7082) La Serena  es un asteroide perteneciente al cinturón de asteroides, descubierto el 17 de diciembre de 1987 por Eric Walter Elst y Guido Pizarro desde el Observatorio La Silla, en Chile.

## Designación y nombre
La Serena se designó inicialmente como 1987 YL1.
Más adelante fue nombrado en honor a la ciudad costera de La Serena, próxima a Santiago de Chile.

## Características orbitales
La Serena orbita a una distancia media del Sol de 3,1183 ua, pudiendo acercarse hasta 2,6817 ua y alejarse hasta 3,5548 ua. Tiene una excentricidad de 0,1399 y una inclinación orbital de 15,8067° grados. Emplea en completar una órbita alrededor del Sol 2011 días.

## Características físicas
Su magnitud absoluta es 12,6. Tiene 9,497 km de diámetro. Su albedo se estima en 0,235.